# Patricia Riggen
Patricia Riggen (* 20. Jahrhundert in Guadalajara) ist eine mexikanische Regisseurin, Produzentin und Drehbuchautorin.
Vor ihrer Filmlaufbahn studierte sie Kommunikation und arbeitete als Journalistin. Ab 1996 wandte sie sich dem Drehbuchschreiben zu, im Jahr darauf arbeitete sie auch am Mexican Film Institute im Bereich Produktion. Später siedelte sie nach New York City über und studierte dort an der Columbia University die Fächern Regie und Drehbuch.
Riggen war zunächst ab den späten 1990er Jahren als Filmproduzentin für verschiedene Kurzfilme tätig, bevor sie 2002 mit dem Kurzfilm La milpa (englischer Titel The Cornfield) ihr Regiedebüt gab. Hierfür wurde sie 2002 mit einem Premio Ariel ausgezeichnet, im Jahr darauf bei den Student Academy Awards. 2004 folgte ein zweiter von ihr inszenierter Kurzfilm, für den sie auf dem Sundance Film Festival 2005 mit dem Short Filmmaking Award geehrt wurde. Daran anschließend drehte sie mit La Misma Luna ihren ersten Langfilm. Weitere Regiearbeiten folgten, wobei sie seit 2018 auch für verschiedene Fernsehserien tätig ist. 2015 erschien 69 Tage Hoffnung, in dem sie das Grubenunglück von San José filmisch verarbeitet. 2025 wurde ihr Actionfilm G20 veröffentlicht.

## Filmografie (Auswahl)
- 2002: La milpa (Kurzfilm)
- 2004: Family Portrait (Kurzfilm)
- 2007: La Misma Luna
- 2011: Lemonade Mouth – Die Geschichte einer Band (Lemonade Mouth)
- 2015: 69 Tage Hoffnung (The 33)
- 2016: Himmelskind  (Miracles from Heaven)
- 2018: Tom Clancy’s Jack Ryan (Fernsehserie, 3 Folgen)
- 2021: Dopesick (Miniserie, 1 Folge)
- 2022: Alaska Daily (Fernsehserie, 1 Folge)
- 2023: Law & Order: Special Victims Unit (Fernsehserie, 1 Folge)
- 2023: Saint X (Miniserie, 2 Folgen)
- 2025: G20